# Ace Records (лейбл США)
Ace Records — американський лейбл звукозапису, заснований 1955 року.

## Історія
Звукозаписувальну компанію Ace Records було створено на півдні США 1955 року. Її засновником став Джонні Вінсент, який до цього вже мав незначний досвід керування власним лейблом Champion Records в Міссісіпі, а також працював в компанії Specialty Records. Одними з перших виконавців, чиї записи виходили на Ace Records, стали джазовий співак Ел Коллінс, піаніст Х'ю Сміт, співаки Джо Текс та Френкі Форд. Також саме на лейблі Ace Records вийшли перші записи відомого новоорлеанського R&B-співака Доктора Джона.
На початку 1960-х років Ace Records стали частиною лейблу Vee-Jay Records. Згодом виявилося, що Vee-Jay знаходяться на межі банкрутства, і Ace Records майже припинили існування. Вінсент погодився очолити компанію Memphis Record Company, але не залишав спроб відновити Ace Records протягом 1970-х років. 1990 року Джонні Вінсент ненадовго відновив лейбл разом з партнером Кліффом Томасом. 2000 року Джонні Вінсент помер від проблем із серцем.